# Niekrasowo (rejon gurjewski)
Niekrasowo (ros. Некрасово, niem. Schaaken, pol. Szaki) – osiedle w Rosji, w obwodzie królewieckim, w rejonie gurjewskim.
Miejscowość położona jest na północ od Królewca nad rzeczką ros. Boł. Morjanka (niem. Beek) wpadającą do Zalewu Kurońskiego.

## Historia
Pierwotnie duża osada handlowa Prusów.
Zamek krzyżacki został założony około 1270. Zamek murowany powstał w pierwszej połowie XIV w. na planie kolistym, z wieżą na zewnątrz. Dom mieszkalny znajdował się w części południowej, wewnątrz obwodu murów. Brama w części południowo-wschodniej. Przed bramą rozciągało się przedzamcze. Dom mieszkalny przebudowany został w połowie XIX w. Zamek użytkowany jest przez gospodarstwo rolne. Mur obwodowy zachowany w całości, w części południowo-wschodniej posiada wysokość do 5 m.
Osiedle otaczające zamek było wydzieloną parafią. Proboszcz w Szakach wymieniany był w 1320 r. Gotycki kościół wybudowany został w połowie XIV w., a jego wieża najprawdopodobniej w XV w. Kościół jest trwałą ruiną.

## Starostwo Szaki
Po sekularyzacji Prus Zakonnych książę Albrecht dostosował administrację Prus Książęcych do nowych warunków. W miejsce okręgów zarządzanych przez prokuratorów krzyżackich powstały starostwa ze starostami. Starostowie: Tapiawy, Pokarmina, Rybaków i Szaków wchodzili w skład ścisłej rady księcia. Starosta Szaków był dodatkowo obdarzony tytułem wójta krajowego i wchodził z urzędu do izby wyższej sejmu krajowego. Zasada wprowadzona przez Albrechta obowiązywała jeszcze w następnym wieku.
W latach 1604–1621 starostą był tu Otto von der Groeben. Funkcję starosty Szaków od 1678 pełnił nie mniej znany (wcześniej szambelan Jana Kazimierza) Ahasver von Lehndorff.

## Demografia
W 1885 w Szakach była wieś o powierzchni 136 ha, 14 domach i 76 mieszkańcach oraz majątek ziemski o powierzchni 592 ha, 30 domach i 175 mieszkańcach.
Liczba mieszkańców: w roku 1885 – 251 osób.